# Passage Dieu
Passage Dieu är en passage i Quartier de Charonne i Paris tjugonde arrondissement. Dieu syftar på en tidigare markägare. Passage Dieu börjar vid Rue des Haies 105 och slutar vid Rue des Orteaux 50.

## Bilder
| - Gatuskylt. - Passage Dieu. |

## Omgivningar
- Chapelle du Père-Lachaise
- Saint-Charles de la Croix-Saint-Simon
- Cœur-Eucharistique-de-Jésus
- Notre-Dame-de-la-Croix de Ménilmontant
- Saint-Gabriel
- Saint-Jean-Bosco
- Père-Lachaise
- Jardin Casque-d'Or
- Square de la Salamandre
- Impasse Saint-Paul
- Impasse Gros

## Kommunikationer
- Tunnelbana – linje  – Maraîchers
- Busshållplats Orteaux – Paris bussnät, linjerna 26 64

### Webbkällor
- ”Passage Dieu”. Mairie de Paris. https://web.archive.org/web/20190905053252/http://www.v2asp.paris.fr/commun/v2asp/v2/nomenclature_voies/Voieactu/2823.nom.htm. Läst 1 januari 2023.
- ”Passage Dieu (20ème arrondissement)”. Les rues de Paris. https://web.archive.org/web/20190927025619/http://www.parisrues.com/rues20/paris-20-passage-dieu.html. Läst 1 januari 2023.